# Dietmar Seiz
Dietmar Seiz (* 6. Dezember 1942 in Stuttgart) ist ein ehemaliger deutscher Wasserballspieler.

## Sportliche Karriere
Dietmar Seiz spielte beim SV Ludwigsburg.
Er wirkte bis zu den Olympischen Spielen 1968 in Mexiko-Stadt in über 30 Länderspielen der deutschen Wasserballnationalmannschaft mit. Beim Olympiaturnier erreichte die deutsche Mannschaft in den Platzierungsspielen den zehnten Rang. Seiz war in allen acht Partien dabei.
Dietmar Seiz ist nicht verwandt mit dem Wasserballspieler Dieter Seiz, der ebenfalls beim SV Ludwigsburg spielte.